# Gnocchi di zucca
Gli gnocchi di zucca sono un prodotto tipico della tradizione culinaria mantovana.

## Preparazione
Viene cotta al forno la zucca mantovana e dopo averla pulita viene passata al setaccio. Si aggiunge farina, uova e sale mescolando e amalgamando gli ingredienti. Si formano gli gnocchi che vengono cotti in acqua salata. Vengono  conditi con burro e salvia oppure con sugo di pomodoro.